# Australophantes laetesiformis
Australophantes laetesiformis (Wunderlich, 1976) è un ragno appartenente alla famiglia Linyphiidae.
È l'unica specie nota del genere Australophantes.

## Distribuzione
La specie è stata rinvenuta nel Queensland (Australia) e nell'isola indonesiana di Sulawesi.

## Tassonomia
Per la determinazione delle caratteristiche della specie tipo sono tenute in considerazione le analisi sugli esemplari di Agyneta laetesiformis Wunderlich, 1976.
Dal 2012 non sono stati esaminati altri esemplari, né sono state descritte sottospecie al 2012.